# Adele jezik
Adele jezik (bidire, bedere, gidire, gadre; ISO 639-3: ade), jedan od dva jezika podskupine Basila-Adele, šire skupine Potou-Tano, koji se govori u Togou (dijalekt gornji adele) i Gani (donji adele). 
Ukupno ima 27 300-adele ili Lolo govornika kako se još zovu, od čega glavnina od 16 300 (2003 SIL) živi i Togou. najvažnija su mu središta Koué Mpotì i Yégué.

## Vanjske poveznice
- Ethnologue (14th)
- Ethnologue (15th)